# Amsterdamsche Football Club Ajax 2018-2019
Questa voce raccoglie le informazioni riguardanti l'Amsterdamsche Football Club Ajax nelle competizioni ufficiali della stagione 2018-2019.
In questa stagione la squadra venne soprannominata Ajax dei miracoli poiché arrivarono in semifinale di 
Champions League e conquistarono il campionato e la coppa nazionale.

## Stagione

### Eredivisie

#### Girone di andata
Durante la prima partita di Eredivisie, l’Ajax recupera lo svantaggio interno all’88º minuto con un gol di de Ligt siglando l’1-1 finale contro l’Heracles Almelo. Anche nella partita seguente, sul campo del VVV Venlo, l’Ajax trova la via del gol all’88º minuto, questa volta su calcio di rigore con Tadic. La prima goleada, invece, arriva alla terza giornata, nel match casalingo vinto 5-0 contro il neopromosso Emmen, mentre, quella seguente, arriva un ottimo trionfo: 4-0 sul campo del Vitesse. Dopo il 3-0 rifilato al Groningen, domenica 23 settembre, durante la 6ª giornata, arriva il primo KO nello scontro diretto contro il PSV, perso per 3-0 (gol arrivati tra il 21º ed il 34º minuto). Dopo i trionfi contro Fortuna Sittard, AZ Alkmaar e Heerenveen, rispettivamente per 2-0, 5-0 e 4-0, il 28 ottobre l’Ajax si impone 3-0 contro i rivali del Feyenoord (match in discesa anche grazie all’espulsione di St. Juste arrivata dopo soli 6 minuti con l’utilizzo del VAR). La marcia impressionante dei Lanceri continua con un 2-0 rifilato al Willem II, un 7-1 esterno sul campo dell’Excelsior, un 5-1 contro l’ADO Den Haag ed un 4-1 sul campo del PEC Zwolle. Il 16 dicembre arriva la vittoria più larga del campionato: un pesantissimo 8-0 rifilato al neopromosso, nonché fanalino di coda del torneo, De Graafschap con tripletta di Blind. L’ultimo match del girone di andata termina con un 3-1 a favore dell’Ajax sul campo dell’Utrecht. Il girone di andata si conclude con 46 punti (15 vittorie, un pareggio ed una sconfitta), 60 gol realizzati e solo 8 subiti (stessi gol e differenza reti dei rivali del PSV, avanti però di 2 punti).

#### Girone di ritorno
Il girone di ritorno per l’Ajax si apre il 20 gennaio 2019. Poco prima del calcio di inizio del match contro l’Heerenveen, all’Amsterdam Arena giunge la notizia che il PSV è stato fermato con un pareggio (2-2) dall’Emmen, e per l’Ajax si presenta una ghiottissima occasione per raggiungere i rivali; tuttavia, il match si rivela essere più difficile del previsto ed i Lanceri si fanno recuperare le due reti che avevano di vantaggio, portando il match sul 3-3 nei minuti finali. La gioia del 4-3 segnato da Huntelaar dura pochissimo, in quanto gli avversari recuperano al 92º portando il risultato finale sul 4-4. Il 27 gennaio si gioca il ritorno del De Klassieker, a Rotterdam; dopo essere passati in vantaggio con una rete di Schöne, il Feyenoord ribalta la situazione in pochi minuti e, dopo il momentaneo 2-2 firmato Ziyech, Van Persie realizza il 3-2 prima della fine del primo tempo. Tuttavia, nel secondo tempo, l’Ajax non riesce a reggere i ritmi di gioco imposti dai rivali e subisce una pesante imbarcata: 6-2 finale. Dopo i pesantissimi 6 gol subiti, una settimana dopo l’Ajax ne segna 6 a discapito del VVV Venlo. Tuttavia il club non decolla ed il turno seguente viene sconfitto dall'Heracles Almelo per 1-0 (totalizzando solo un punto tra andata e ritorno contro i Bianconeri). I Lanceri continuano con un andamento molto altalenante tra partite casalinghe e partite in trasferta, rifilandone 5 al fanalino di coda del campionato, il NAC Breda, portandosi a -4 punti dalla capolista PSV, bloccata sul 2-2 contro l’Heerenveen. Il 24 febbraio il PSV viene fermato nuovamente sul pareggio, questa volta dal Feyenoord, e l’Ajax, con la netta vittoria per 5-1 sul campo dell’ADO Den Haag, si porta a -2 dalla capolista. Dopo aver battuto 4-0 il Fortuna Sittard, mercoledì 13 marzo l’Ajax batte per 2-1 il PEC Zwolle, match posticipato per permettere al club di prepararsi al meglio per il match di Champions League contro il Real Madrid. Il weekend successivo, però, l’Ajax viene sconfitto per 1-0 sul campo dell’AZ Alkmaar e non riesce a tenere testa alla capolista che, nel frattempo, si è portata a +5. Dopo la pausa nazionali, il cammino in campionato dell’Ajax riparte il 31 marzo con lo scontro più importante, quello contro i rivali del PSV. Il match si apre con l’autorete di Schwaab che porta l’Ajax sul vantaggio all’intervallo; dopo il momentaneo pareggio dell'attuale capocannoniere del torneo, Luuk de Jong, ci pensano Tadic e Neres a portare l’incontro sul 3-1 a favore della compagine di Amsterdam. L’Ajax, così, si riporta a -2 punti dai rivali. Nel corso della prima settimana di aprile va in atto il turno infrasettimanale di campionato, in cui l’Ajax fa visita alla neopromossa Emmen: dopo un’ora di gioco il match è già al sicuro sul 5-0, ma Tagliafico, al 62º minuto, effettua uno sciagurato retropassaggio per il portiere Onana che si trasforma in un bizzarro autogol; il match terminerà poi 5-2. Nel turno seguente avviene l’aggancio dell’Ajax ai rivali del PSV in classifica, a quota 71: sabato 6 aprile l’Ajax fa visita al Willem II, squadra reduce da 5 vittorie consecutive con il nuovo pupillo Isak capace di realizzare 9 reti per 5 gare di fila; nonostante ciò, con la sfida dei quarti di finale di Champions League alle porte, l’Ajax trionfa facilmente con un netto 4-1. Inoltre, il giorno seguente, il PSV viene fermato sul 3-3 dal Vitesse, consentendo l’aggancio in classifica in vetta. Nel weekend che si pone tra le due sfide fondamentali contro la Juventus in Champions League, l’Ajax ospita l’Excelsior, una delle squadre più in difficoltà del momento: la sfida viene vinta addirittura 6-2, con tanto di tripletta di Klaas-Jan Huntelaar, ma la gioia del risultato (che permette di mantenere una certa distanza di reti dal PSV, secondo in classifica) viene offuscata dal preoccupante infortunio muscolare che ha colpito l’importantissimo perno di centrocampo De Jong. Forti del successo in Champions League in casa della Juventus di Cristiano Ronaldo con annessa qualificazione alle semifinali, sabato 20 aprile è già tempo di campionato, in cui non sono ammessi passi falsi dal momento che il PSV è attaccato a pari punti da diverse giornate (solo la differenza reti mette l’Ajax al primo posto). La gara in trasferta sul campo del Groningen, come previsto, non è semplice (nonostante la decima posizione in campionato è comunque la terza migliore difesa del torneo), ma è un gol di Huntelaar arrivato al 78º minuto che consente al club di Amsterdam di ottenere altri 3 punti e di restare in vetta. Martedì 23 aprile va in scena il turno infrasettimanale valido come 32ª giornata di campionato: l’Ajax ospita il Vitesse che, nonostante l’unica vittoria ottenuta nel turno precedente nelle ultime 7 gare, tre giornate prima era riuscito a fermare il PSV sul 3-3. Nonostante ciò il match viene dominato dai padroni di casa e vinto per 4-2. Dopo lo stop previsto per il weekend del 27 e 28 aprile, la 33ª giornata di campionato viene interamente posticipata al 15 maggio; di conseguenza, domenica 12 maggio, va in scena la 34ª giornata di Eredivisie: l’Ajax ospita l’Utrecht, club impegnato per un piazzamento alla prossima Europa League. Nonostante il gol subito dopo 40 secondi dal fischio d’inizio, l’Ajax si impone per 4-1; la notizia di giornata, però, è la clamorosa sconfitta dei rivali del PSV per 1-0 sul campo dell’AZ Alkmaar che consente ai Lancieri di portarsi a +3 con una giornata dal termine del campionato con una differenza reti di +15 a favore. L’ultima giornata di campionato (33ª stando al calendario ufficiale), giocata mercoledì 15 maggio, vede l’Ajax vincere per 4-1 sul campo della penultima De Graafschap, ufficializzando, così, la vittoria del 34º titolo della storia, che, abbinata a quella della coppa nazionale (centrata dieci giorni prima), fa dell'Ajax il primo club olandese capace di ottenere il double dopo il 2004-2005. Oltre al primato in campionato, Tadić, con la doppietta rifilata al club di Doetinchem, raggiunge de Jong del PSV a quota 28 nella classifica marcatori.

### Champions League

#### Qualificazioni e fase a gironi
L’avventura europea dell’Ajax comincia mercoledì 25 luglio contro lo Sturm Graz, nel doppio incontro valido per le qualificazioni alla fase a gironi di Champions League; il match di andata viene vinto per 2-0, mentre quello di ritorno in Austria 3-1 (5-1 il complessivo finale a favore degli olandesi). Il 7 agosto seguente si gioca l’andata del terzo turno di qualificazioni sul campo dello Standard Liegi; dopo essere stati in vantaggio di due reti, l’Ajax si fa raggiungere nei minuti finali, rimediando un 2-2. Tuttavia, al ritorno tra le mura amiche, gli olandesi riescono ad imporsi per 3-0, eliminando i belgi dalla competizione. Il 22 agosto va in scena l’andata dei playoff, ultimo ostacolo prima dei gironi; i Lanceri vincono all’Amsterdam Arena per 3-1 contro la Dinamo Kiev, per poi gestire il vantaggio nel match di ritorno in Ucraina, bloccandolo sullo 0-0 (anche se Tadic sbaglierà un rigore al 15º minuto). 
L’Ajax viene quindi inserito nel girone E, assieme a Benfica, AEK Atene ed ai temuti campioni tedeschi del Bayern Monaco.
L’esordio in Champions avviene nel migliore dei modi: vittoria casalinga per 3-0 contro i greci, con tanto di doppietta dell’argentino Tagliafico. La prima trasferta è quella della seconda partita del girone, in cui l’Ajax va a fare visita all’Allianz Arena di Monaco; nonostante i pronostici a sfavore della vigilia, l’Ajax segna con Mazraoui e recupera la rete di svantaggio, portandosi a casa un preziosissimo punto. Visto l’andamento delle prime due partite, le gerarchie della classifiche sono già state più o meno definite (come da pronostico ovviamente): Bayern che dovrebbe vincere il girone in scioltezza, Ajax e Benfica a contendersi il secondo posto ed AEK fanalino di coda. La terza partita viene giocata ad Amsterdam ed è contro i portoghesi, i diretti rivali dell’Ajax stando alle gerarchie della classifica; il match, in effetti, risulta essere molto equilibrato e privo di emozioni, ma una rete di Mazraoui al 93º sblocca il risultato, regalando 3 punti preziosi ai Lanceri in chiave secondo posto.
Il 7 novembre cominciano le partite di ritorno e, come da regolamento UEFA, la prima partita è quella contro il Benfica, a Lisbona. Il match, come all’andata, è molto teso ed equilibrato, ma l’Ajax riesce a recuperare la rete di svantaggio fissando il risultato sull’1-1. La seconda partita di ritorno, nonché quinta del girone, vede gli olandesi fare visita al fanalino di coda del raggruppamento, l’AEK Atene. Il fattore campo si fa sentire ed il match viene risolto con una doppietta di Tadic nella seconda metà del secondo tempo. Mercoledì 12 dicembre, ultima giornata del girone, va in scena lo scontro diretto tra Ajax e Bayern: chi vince si assicura il primato del raggruppamento (entrambe le squadre già certe del passaggio del turno). Il match comincia male, infatti Lewandowski porta in vantaggio i tedeschi dopo pochi minuti; tuttavia, nel secondo tempo, l’Ajax reagisce e segna due reti, entrambe di Tadic (la prima al 61º e la seconda all’82º su calcio di rigore), facendo gioire i tifosi. Il Bayern non ci sta e Lewandowski, all’87º minuto, realizza la sua doppietta personale nonché il momentaneo pareggio; momentaneo perché Coman ribalta tutto al minuto 91. L’Ajax, comunque, non si arrende ed all’ultimo respiro, con Tagliafico, trova la rete del 3-3, gol che consente al club olandese di concludere da imbattuti, seppur non al primo posto del girone.

#### Fase ad eliminazione diretta
L’Ajax, passato come secondo del girone, viene pescato contro i campioni in carica del Real Madrid per gli ottavi di finale, in quanto trionfanti del proprio girone, G. Seppure senza Cristiano Ronaldo e Zidane alla guida dei Blancos, il Real rimane una delle favorite del torneo secondo i Bookmakers. Il 13 febbraio va in scena l’andata degli ottavi: dopo un ottimo inizio dell’Ajax (con un palo di Tadic ed un gol annullato a Tagliafico con l’ausilio della VAR), è Benzema a sbloccare il match nel secondo tempo. Tuttavia, Ziyech pareggia i conti a 15 minuti dal termine, ma il Real, con Asensio, trova nuovamente il vantaggio poco prima del recupero (enormi responsabilità sul gol da parte di Onana). Conclusasi 2-1 a favore per gli spagnoli, il ritorno viene disputato il 5 marzo. Il Real Madrid, reduce da una vittoria nelle ultime 3 partite di campionato, si presenta al match di ritorno senza Sergio Ramos, fattosi ammonire volutamente nella partita di andata per scontare la squalifica e saltare un incontro apparentemente “inutile”. Il match si apre alla grande per gli olandesi, grazie alla rete di Ziyech al 7º raddoppiata subito da quella di Neres al 18º; il Real è costretto a sostituire Lucas Vázquez e Vinicius per infortunio, ed il primo tempo termina per 2 reti a 0 a favore dell’Ajax. Al 62º minuto, Tadic, reduce di un’incredibile prestazione, realizza il tris segnando un gran gol sotto l’incrocio; tuttavia, l’arbitro Brych impiega circa 5 minuti per convalidare il gol con l’aiuto del VAR, perché sorgono i dubbi sul fatto che il pallone sia uscito o meno dal campo durante la costruzione dell’azione. Il Real, che dovrebbe ora segnare 3 reti per portare il match almeno sul tre pari e guadagnarsi la qualificazione, reagisce ed al 70º minuto accorcia le distanze con un gol di Asensio. Tuttavia, Schöne realizza la rete del 4-1 su calcio di punizione da posizione defilatissima solo dopo due minuti dal gol degli avversari. Il Match, quindi, termina incredibilmente 4-1 a favore dell’Ajax, con il club di Amsterdam che si assicura un posto nelle migliori 8 di Europa: non accadeva dal lontano 2003.
Nel sorteggio di Nyon l’Ajax pesca la Juventus di Cristiano Ronaldo. Mercoledì 10 aprile va in scena l’andata dei quarti di finale alla Johan Cruijff Arena: l’Ajax mette in campo tutti i titolari tranne Mazraoui, fuori per qualifica, mentre la Juventus, che deve fare a meno di Giorgio Chiellini, si vede costretta a rischiare qualche giocatore non al top della forma come CR7. Il primo tempo è molto equilibrato e fisico, ma è proprio Cristiano Ronaldo, proprio all’ultimo secondo del primo tempo, a sbloccare il risultato con un gol di testa. Nonostante ciò, dopo soli 30 secondi dal calcio d’inizio del secondo tempo, Neres pareggia i conti con un tiro a giro da fuori area. Il match, comunque, viene gestito dai padroni di casa che creano di più, anche se, nel
finale di gara, il neo-entrato Douglas Costa colpisce un palo. Va segnalato anche l’esordio nella competizione del giovanissimo Jurgen Ekkelenkamp, chiamato per l’occasione dallo Jong Ajax, la squadra delle riserve. Unica cosa negativa del match, terminato 1-1, è il cartellino giallo preso da Tagliafico che gli farà saltare la gara di ritorno; poco dopo l’incontro, il gioiellino De Jong accusa un affaticamento muscolare che lo lascia in dubbio per la gara di Torino. Tuttavia, De Jong recupera prima dei tempi previsti e per Martedì 16 è già in campo dal primo minuto; per la Juventus, invece, mancano Chiellini, il pilastro della difesa bianconera, e Douglas Costa, uno dei pochi in grado di mettere in difficoltà le difese avversarie grazie alla sua velocità. Il match, cominciato come quello di andata, vede Cristiano Ronaldo sbloccare il risultato con un colpo di testa, per poi, dopo pochi minuti, farsi raggiungere sul pareggio dalla rete di Van de Beek. Nel secondo tempo, invece, la Juventus non riesce a creare più nulla ed è l’Ajax a rendersi pericoloso in varie occasioni, non finalizzate grazie alle parate di Wojciech Szczęsny; nonostante ciò, il capitano De Ligt porta in vantaggio gli ospiti con un colpo di testa al 67º minuto. Nel finale la Juve ci prova in tutti i modi, ma senza impensierire l’Ajax. I Lancieri approdano, così, tra le migliori 4 d’Europa, continuando a sognare.
Martedì 30 aprile va in scena l’andata delle semifinali al Tottenham Hotspur Stadium. I padroni di casa giungono alla sfida da un’incredibile sconfitta casalinga subita dal West Ham Utd e con parecchi uomini importanti assenti per infortunio, tra i quali Harry Kane; l’Ajax, invece, giunge da una lunga sosta, dal momento che il campionato olandese è stato fermo il weekend precedente. La sfida si apre con gli ospiti che impongono il proprio gioco veloce e rapido, tanto da sbloccare il risultato subito al 15º minuto con una rete di Van de Beek. La partita procede con lo stesso copione per tutto il primo tempo, con l’Ajax che sfiora il raddoppio in più occasioni; unico lampo dei padroni di casa è il colpo di testa di Llorente che, da buona posizione, manda alto. Nel secondo tempo, però, la situazione cambia: la partita diventa più fisica ed il Tottenham prende coraggio. Nonostante ciò, l’occasione più nitida la crea l’Ajax con una conclusione di Neres stampata sul palo. La gara di andata termina, così, con una sofferta, ma utilissima, vittoria esterna per 1-0. Otto giorni dopo, l’8 maggio, la gara di ritorno viene disputata ad Amsterdam, tra le mura amiche. Va tenuto conto che la KNVB, ovvero la Federazione calcistica dei Paesi Bassi, ha spostato l’intera giornata di campionato prevista per il 4-5 maggio (33ª giornata) al giorno 15, permettendo all’Ajax di prepararsi al meglio per questa sfida. Sull’onda dell’entusiasmo, i padroni di casa sbloccano l’incontro già al 4º minuto con un colpo di testa del capitano de Ligt. Dopo un palo colpito dagli ospiti, l’Ajax raddoppia al 37º minuto grazie ad un ottimo tiro dal vertice dell’area di Ziyech, portando i tifosi di casa in delirio. Nel secondo tempo, però, il gioco dell’Ajax diventa sterile, lento e prevedibile, e Lucas Moura, al 55º minuto, approfitta dei buchi difensivi, segnando la rete che riduce lo svantaggio. L’Ajax si spaventa, mentre il Tottenham acquista notevole coraggio: quattro minuto dopo, con l’enorme complicità di tutta la fase difensiva dei padroni, un’azione rocambolesca porta alla rete ancora Lucas Moura, gol che porta il match sul due pari. Dopo lo spavento subito, l’incontro, ormai teso, diventa molto equilibrato, con le due squadre impaurite nel commettere il minimo errore. Dopo il palo colpito da Ziyech al 79º minuto, è il Tottenham a colpire la traversa sette minuti più tardi con un colpo di testa di Vertonghen. I 5 minuti di recupero concessi dall’arbitro Brych sembrano dare ormai la qualificazione ai lancieri, ma ancora Lucas Moura, con un diagonale perfetto dal limite dell’area, supera Onana e porta il Tottenham in vantaggio a 20 secondi dal termine dei minuti di recupero. Si conclude così, amaramente, il sogno dell’Ajax, squadra capace di concludere il proprio girone imbattuta e di eliminare i campioni in carica del Real Madrid prima e la Juventus dopo.

### KNVB beker
Mercoledì 26 settembre comincia la KNVB beker, la coppa olandese. Il primo match, contro il Te Werve, diventa un "allenamento" per il club di Amsterdam (come da pronostico), terminando 7-0, mentre il secondo, il 31 ottobre contro il Go Ahead Eagles, viene vinto con un facile 3-0. Il terzo incontro, valido per un posto ai quarti di finale, contro il Roda JC, viene risolto solo ai calci di rigore in quanto, nei minuti regolamentari, il match è terminato 1-1; sarà comunque inutile il rigore fallito da de Ligt. I quarti di finale vengono giocati contro l’Heerenveen solo dopo 4 giorni da quello sciagurato 4-4 subito nei minuti finali proprio dai rivali di coppa; tuttavia, l’Ajax non inciampa nuovamente e risolve la pratica con un ottimo 3-1.
Mercoledì 27 febbraio 2019 si disputa il terzo De Klassieker della stagione, in quanto l’avversario delle semifinali è proprio il Feyenoord. L’Ajax è reduce da un clamoroso 6-2 subito in campionato il 27 gennaio proprio contro il club di Rotterdam, ma i lancieri riescono ad ottenere un rotondo e convincente 3-0 e a qualificarsi per la finale. L'atto conclusivo della coppa pone di fronte, il 5 maggio, l'Ajax e il sorprendente Willem II, reduce da una semifinale risolta solo ai tiri di rigore contro l’AZ Alkmaar. A imporsi, per 4-0, sono i lancieri, che tornano così a vincere la coppa nazionale dopo nove anni.

## Rosa
| N. |                        | Ruolo | Calciatore           |
| -- | ---------------------- | ----- | -------------------- |
| 2  | Danimarca (bandiera)   | D     | Rasmus Kristensen    |
| 3  | Paesi Bassi (bandiera) | D     | Joël Veltman         |
| 4  | Paesi Bassi (bandiera) | D     | Matthijs de Ligt (C) |
| 5  | Austria (bandiera)     | D     | Maximilian Wöber     |
| 6  | Paesi Bassi (bandiera) | C     | Donny van de Beek    |
| 7  | Brasile (bandiera)     | A     | David Neres          |
| 8  | Paesi Bassi (bandiera) | D     | Daley Sinkgraven     |
| 9  | Paesi Bassi (bandiera) | A     | Klaas-Jan Huntelaar  |
| 10 | Serbia (bandiera)      | A     | Dušan Tadić          |
| 12 | Marocco (bandiera)     | D     | Noussair Mazraoui    |
| 15 | Paesi Bassi (bandiera) | C     | Carel Eiting         |
| 16 | Argentina (bandiera)   | D     | Lisandro Magallán    |
| 17 | Paesi Bassi (bandiera) | D     | Daley Blind          |

| N. |                         | Ruolo | Calciatore         |
| -- | ----------------------- | ----- | ------------------ |
| 18 | Burkina Faso (bandiera) | A     | Hassane Bandé      |
| 19 | Marocco (bandiera)      | C     | Zakaria Labyad     |
| 20 | Danimarca (bandiera)    | C     | Lasse Schöne       |
| 21 | Paesi Bassi (bandiera)  | C     | Frenkie de Jong    |
| 22 | Marocco (bandiera)      | C     | Hakim Ziyech       |
| 24 | Camerun (bandiera)      | P     | André Onana        |
| 25 | Danimarca (bandiera)    | A     | Kasper Dolberg     |
| 26 | Grecia (bandiera)       | P     | Kōstas Lamprou     |
| 27 | Paesi Bassi (bandiera)  | D     | Perr Schuurs       |
| 28 | Portogallo (bandiera)   | P     | Bruno Varela       |
| 30 | Paesi Bassi (bandiera)  | C     | Dani de Wit        |
| 31 | Argentina (bandiera)    | D     | Nicolás Tagliafico |
| 32 | Rep. Ceca (bandiera)    | A     | Václav Černý       |

## Statistiche

### Statistiche di squadra
| Competizione     | Punti | Totale | Totale | Totale | Totale | Totale | Totale |      |
| Competizione     | Punti | G      | V      | N      | P      | Gf     | Gs     | DR   |
| ---------------- | ----- | ------ | ------ | ------ | ------ | ------ | ------ | ---- |
| Eredivisie       | 86    | 34     | 28     | 2      | 4      | 119    | 32     | +87  |
| KNVB beker       | -     | 6      | 5      | 1      | 0      | 21     | 2      | +19  |
| Champions League | 12    | 18     | 10     | 6      | 2      | 35     | 17     | +18  |
| Totale           |       | 58     | 43     | 9      | 6      | 175    | 51     | +124 |

## Risultati

### KNVB beker

#### Finale
| Arbitro: | Gözübüyük |

|  |           |                                             |
|  | Marcatori | 38’ Blind 39’, 67’ Huntelaar 73’ Kristensen |

### UEFA Champions League

#### Qualificazioni
| Arbitro: | Alejandro Hernández Hernández |

|                       |           |  |
| Ziyech 15’ Schöne 57’ | Marcatori |  |

| Arbitro: | Bartosz Frankowski |

|                  |           |                              |
| Onana 89’ (aut.) | Marcatori | 39’, 77’ Huntelaar 48’ Tadić |

| Arbitro: | Tobias Stieler |

|                                         |           |                         |
| Carcela-González 67’ Emond 90+4’ (rig.) | Marcatori | 19’ Huntelaar 34’ Tadić |

| Arbitro: | Ivan Kružliak |

|                                     |           |  |
| Huntelaar 30’ de Ligt 34’ Neres 46’ | Marcatori |  |

#### Spareggi
| Arbitro: | Clément Turpin |

|                                     |           |              |
| van de Beek 2’ Ziyech 35’ Tadić 43’ | Marcatori | 16’ Kędziora |

| Kiev 28 agosto 2018, ore 21:00 CEST Ritorno | Dinamo Kiev   | 0 – 0 referto | Ajax | Stadio Olimpico (40 131 spett.)\| Arbitro: \| Damir Skomina \| |
| Arbitro:                                    | Damir Skomina |               |      |                                                                |

#### Fase a gironi
| Arbitro: | Carlos del Cerro Grande |

|                                     |           |  |
| Tagliafico 46’, 90’ van de Beek 77’ | Marcatori |  |

| Arbitro: | Pavel Královec |

|            |           |              |
| Hummels 4’ | Marcatori | 22’ Mazraoui |

| Arbitro: | Ruddy Buquet |

|                |           |  |
| Mazraoui 90+2’ | Marcatori |  |

| Arbitro: | Gianluca Rocchi |

|           |           |           |
| Jonas 29’ | Marcatori | 61’ Tadić |

| Arbitro: | Michael Oliver |

|  |           |                       |
|  | Marcatori | 68’ (rig.), 72’ Tadić |

| Arbitro: | Clément Turpin |

|                                        |           |                                       |
| Tadić 61’, 82’ (rig.) Tagliafico 90+5’ | Marcatori | 13’, 87’ (rig.) Lewandowski 90’ Coman |

#### Ottavi di finale
| Arbitro: | Damir Skomina |

|            |           |                         |
| Ziyech 75’ | Marcatori | 60’ Benzema 87’ Asensio |

| Arbitro: | Felix Brych |

|             |           |                                          |
| Asensio 70’ | Marcatori | 7’ Ziyech 18’ Neres 62’ Tadić 72’ Schöne |

#### Quarti di finale
| Arbitro: | Carlos del Cerro Grande |

|           |           |             |
| Neres 46’ | Marcatori | 45’ Ronaldo |

| Arbitro: | Clément Turpin |

|             |           |                             |
| Ronaldo 28’ | Marcatori | 34’ van de Beek 67’ de Ligt |

#### Semifinale
| Arbitro: | Lahoz |

|  |           |                 |
|  | Marcatori | 15’ van de Beek |

| Arbitro: | Brych |

|                       |           |                       |
| de Ligt 5’ Ziyech 35’ | Marcatori | 55’, 59’, 90+6’ Lucas |